# (10093) Diesel
(10093) Diesel es un asteroide que forma parte del cinturón de asteroides y fue descubierto por Eric Walter Elst desde el Observatorio de La Silla, Chile, el 18 de noviembre de 1990.

## Designación y nombre
Diesel recibió al principio la designación de 1990 WX1.
Más tarde, en 1999, se nombró en honor del ingeniero alemán Rudolf Diesel (1858-1913).

## Características orbitales
Diesel está situado a una distancia media de 2,393 ua del Sol, pudiendo alejarse hasta 2,646 ua y acercarse hasta 2,141 ua. Su inclinación orbital es 6,803 grados y la excentricidad 0,1055. Emplea en completar una órbita alrededor del Sol 1353 días. El movimiento de Diesel sobre el fondo estelar es de 0,2662 grados por día.

## Características físicas
La magnitud absoluta de Diesel es 14,5.